# Displàsia epifisària múltiple
La displàsia epifisària múltiple es una malaltia genètica degenerativa que afecta el creixement i la remodelació dels ossos. És considerada una malaltia rara per la seva baixa prevalença.
De moment no te cura i el seu tractament és pal·liatiu del dolor.